# Sojka křiklavá
Sojka křiklavá (Platylophus galericulatus) je druh pěvce, jediný zástupce rodu Platylophus a čeledi Platylophidae. Přirozeně se vyskytuje v lesích Malajského poloostrova (poddruh ardesiacus), Bornea, Sumatry (poddruh coronatus) a Jávy (poddruh galericulatus). Dosahuje velikosti 31–33 cm a díky své nápadné chocholce na hlavě jde o prakticky nezaměnitelného ptáka regionu. Zbarvení nominátního poddruhu se pohybuje v černých odstínech, s výjimkou bílé skvrny po stranách krku a bílých znaků u očí. Na Jávě tento druh hnízdí od června do července a od října do února.